# Новик, Нора Альфоновна
Но́ра Альфоновна Но́вик (29 июля 1941, Москва — 15 июля 2009, Рига) — пианистка, заслуженная артистка Латвийской ССР (1982), участница дуэта «Riga Piano Duo».

## Творческая биография
Нора Новик родилась в семье советского партийного и государственного деятеля, организатора борьбы с отрядами антисоветского вооружённого сопротивления в Латвии, Альфонса Андреевича Новика (1908-1996, скончался в Риге в заключении), который после Присоединения Латвии Советским союзом возглавил республиканскую службу госбезопасности. Мать - Эмилия Цекулиня - из латышей Сибири. Военные годы Нора провела в эвакуации в Москве, после освобождения Латвии вернулась с родителями в Ригу, где позже поступила в Музыкальную школу им. Дарзиня (класс В.Зостса), а по её окончании — в Латвийскую консерваторию (педагоги В.Зостс, после его кончины Н.Федоровский), после чего совершенствовалась в Ленинградской консерватории им. Н.А. Римского-Корсакова под руководством проф. П.А.Серебрякова.
Уже в юности, с 1958 года, Нора, обладая огромным репертуаром, выступала в качестве солистки-пианистки в Латвии, а также Москве и Ленинграде, Германии, Финляндии, Эстонии, Литве, Белоруссии, Армении. Также проходили и её выступления с оркестрами (концерт Э. Грига, Первый концерт П. И. Чайковского, Второй концерт С. В. Рахманинова, Второй концерт С. С. Прокофьева, Концертштюк К. М. Вебера).
Виртуозная пианистка-энтузиаст Нора Новик - первая исполнительница ряда произведений латышских композиторов, среди которых Сюита (с оркестром) «В рыбацком посёлке» (Я. Кепитис), Соната № 3 (П. Дамбис), «Настроения» (А. Скултэ).
С 1968 года она участвовала в фортепианном дуэте «Riga Piano duo» с Раффи Хараджаняном, также учеником П. А. Серебрякова, который принёс им всемирную известность. Гастроли дуэта проходили во всех бывших республиках Советского Союза, в США, многих странах Европы, в Израиле, Японии, Корее, на Тайване. 40-летие ансамбля пианистов отмечалось в Риге, Сан-Франциско, Ереване, Волгограде и других городах.
Специально для Новик и Хараджаняна, помимо латвийских композиторов (а это П. Васкс, П. Плакидис, И. Земзарис, П. Дамбис, Р. Калсонс, Э. Страуме, А. Дзенитис, Я. Кепитис, А. Жилинскис), писали произведения В. Гаврилин, А. Холминов, Ю. Буцко, В. Биберган (полька «Нора» для 2-х фортепиано в 8 рук, обретшая большую популярность), Г. Белов, А. Неволович, В. Кобекин, Е. Ларионова, В.Бибик, А. Арутюнян, Л. Аствацатрян, С. Баласанян, М. Кокжаев, М. Бурштин, А. Йосифов, Р. Кангро, Я. Ряэтс, Л. Сумера, О. Балакаускас, В. Баркаускас, З. Виркшас, A. Рекашюс, Т. Бухголц, П. Хеллавел, М. Тейлор.
Среди дирижёров, с которыми сотрудничал рижский дуэт, были К. Кондрашин, А. Янсонс, М. Паверман, Л. Вигнерс, Э. Клас, Ю. Домаркас, Р. Мартынов, В. Зива, Д. Ханджян, И. Хараджанян, Л. Чкнаворян, А. Кац, С. Сондецкис, А. Амеллер, Т. Зандерлинг, К. Големинов, В. Синайский, А. Борейко, Д. Лисс, В. Барсов, Т. Лифшиц, Зб. Рудзинский.
Ансамбль привлекал к своим концертам пианистов Е. Мурину, С. Навасардян, И. Граубиня, С. Кодама, В. Пальмова, piano duo Зишка, Шик, Анджело, Firenze, Spectrum,валторниста А. Клишанса, флейтиста А. Корнеева, ударника М. Пекарского.
Дуэт провёл несколько концертных циклов, подготовил и исполнил ряд тематических программ («Фантазии», «Европа танцует», «Посвящение Риге», «От одной до шестнадцати рук» и другие).
Нора Новик являлась педагогом Латвийской консерватории, воспитала группу одаренных молодых пианистов. Написала статьи-воспоминания об учителях - В.Зосте, Я.Кепитисе, П.А.Серебрякове. Они опубликованы. Как редактор участвовала в публикациях многих фортепианно-дуэтных сборников балтийских авторов, выпущенных в свет ленинградским отделением издательства "СК".
Концерты памяти Норы Новик были проведены в Риге, Елгаве, Марупе, Валке (Латвия), Шяуляе (Литва), Санкт-Петербурге, Петрозаводске, Сан-Франциско (www.sfmf.org). Образу артистки в 2009 году посвятили сочинения Г. Белов, А. Неволович, М. Кокжаев, С. Кларк (Sondra Clark, США — «Noras Waltz»).
Её имя с 2010 года носит конкурс малых камерных ансамблей в Марупе.

## Образование
- 1948—1959 — Средняя специальная школа им. Э.Дарзиня (Рига). Диплом с отличием. Класс проф. В. Зоста
- 1959—1964 — Латвийская государственная консерватория им. Я. Витола. Классы проф. В.Зоста,позже- доцента Н. Федоровского
- 1964—1967 — Ленинградская Гос. консерватория им. Н. А. Римского-Корсакова, аспирантура. Тв. руководитель проф. П. А. Серебряков.

## Трудовая деятельность
- 1967—1968 — Ленинградская консерватория, педагог.
- 1968—1994 — Латвийская государственная консерватория (ныне Латвийская музыкальная академия им. Язепа Витола), доцент кафедры фортепиано. Уволена в 1994 году приказом ректора Юриса Карлсонса по статье "сокращение штатов"  (.Žurnāls "Mūzikas saule".2016, #3, lpp.30–33).
- 1994—2009 — свободный художник (широкая концертная деятельность, мастер-классы в разных странах).

## Участие в фестивалях
- Международные фестивали фортепианных дуэтов в Сан-Франциско (дважды), Бад-Гереналбе, Санкт-Петербурге, Екатеринбурге, Новосибирске, Нижнем Новгороде, Минске, Шауляе
- «Варшавская осень»(1997)
- «Ленинградская весна» (2005)
- 15-е Биеналле современной музыки в Загребе (1989)
- Фестиваль В. Гаврилина в Вологде(2008)
- Halliche Musiktage (1990)
- «Антон Рубинштейн» в СПб. (2007)
- Третий фестиваль современной музыки (Ленинград, 1988)
- «Апрельская весна» (Пхеньян, 1986)
- Фестиваль в Шлезвиг-Гольштейне (1992)
- «Gaida»(Вильнюс, 1990)
- 12-й фестиваль молодежи и студентов (Москва, 1985)
- «Музыка нашей эпохи» (Будапешт, 1981)
- «Московская осень» (1979)
- «Варненское лето» (1979)

### В качестве члена жюри
Конкурсы в Санкт-Петербурге, Киеве, Токио, Марупе.

## Ученики
- Среди известных учеников: Р. Пережило, С. Аудре, Н. Приходченко, А. Горшков, Э.Вилцане, О.Павлова, которые в настоящее время работают в Латвии, России, Германии, Канаде[8].

## Награды и премии
- заслуженная артистка Латвийской ССР (1982)
- специальные премии Союзов композиторов Латвии (1981), Санкт-Петербурга (1990), Урала (1989)
- Grand Prix Первого Международного Свердловского фестиваля фортепианных дуэтов (с Раффи Хараджаняном, 1989)
- лауреат Республиканского конкурса пианистов Латвии — 1 место (1964)
- межреспубликанский конкурс пианистов в Минске — 2 место (1965)
- почётная серебряная медаль Ассоциации национальных культурных обществ Латвии (АНКОЛ, 2007)
- почётные дипломы и грамоты множества фестивалей
  - Третьего Международного фестиваля современной музыки в Ленинграде (1988)
  - Всемирного фестиваля молодежи и студентов в Москве (1985)
  - Фестиваля искусств «Апрельская весна» в Пхеньяне (1986) и многие другие
- почётная грамота Министерства культуры Латвии (2008) «за выдающийся вклад в развитие музыкальной культуры Латвии»